# RootZ
RootZ is een spelshow die wordt uitgezonden door de NCRV. Er doen twee families mee (met één captain, die altijd een kind is) en de presentator is Jochem van Gelder. 

## Spelverloop
De families krijgen een aantal opdrachten. Met elke opdracht is 1 punt te verdienen. Ze krijgen namelijk een cryptische omschrijving van de opdracht en dan moeten ze bedenken wat de opdracht zou kunnen zijn en wie past daar het beste bij? En dan volgt de uiteindelijke opdracht.
De laatste opdracht is de finaleopdracht en die opdracht wordt uitgevoerd door de captains zelf en daarbij krijgen ze hulp van de teamleden die nog niet aan de beurt zijn geweest bij de andere opdrachten. De familie die deze opdracht het beste doet, wint. Bij gelijkspel wint het team met de meeste punten.

## Trivia
Sinds 2021 wordt een soortgelijk programma uitgezonden, Family Drop, gepresenteerd door Daan Boom en Tim Senders. Bij deze versie valt het verliezende familielid ook nog eens naar beneden. Ook worden de opdrachten niet gespeeld in de studio, maar zijn deze van tevoren opgenomen op locatie. Het finalespel wordt ook hier gespeeld door de captains zelf, waarbij ze hulp krijgen van de familieleden die ze nog over hebben na de andere opdrachten. Dit spel wordt wel gespeeld in de studio.